# Флора
Флора (по имену римске богиње Флоре) подразумева комплекс свих биљних врста једног подручја и/или временског периода; то је у суштини инвентар (списак) биљних врста сложен по одређеном, најчешће филогенетском принципу.

## Примери употребе
- Термин флора се користи и за означавање скупа микроорганизама (микрофлора, флора микроорганизама, бактеријска флора) неког станишта.
- Флором можемо означити и објављену публикацију (научни рад, монографију), која се бави флором – „Флора Кнежевине Србије“,[1] „Флора СР Србије“[2] итд.

За разлику од флоре фауна се односи на животињски свет. Томо Скалица средином 19. века користи термине биљинство (флора) и живинство (фауна).